# Concept Mulligan
Le concept Mulligan est une technique de thérapie manuelle pouvant être pratiquée par les masseur-kinésithérapeutes et les médecins. Elle est complémentaire des techniques de kinésithérapie habituelles.
Il s'agit de mobilisations passives d'une articulation, isolées ou combinées à des mouvements actifs. 
L'objectif de cette manipulation est de gagner en amplitude articulaire et de diminuer la douleur provoquée par certains troubles musculo-squelettiques. 
Cette méthode est encore peu connue en France. 

## Histoire
Le fondateur du concept est un physiothérapeute, Brian Mulligan, originaire de Nouvelle-Zélande. Au début des années 80, il a découvert l'efficacité de cette technique en traitant une entorse de l'articulation inter-phalangienne. Cette dernière était gonflée et avait perdu de son amplitude articulaire. Les autres techniques de thérapie classique n'ayant pas fonctionné, il a décidé de tester une nouvelle méthode. Il a en effet choisi d'exercer un mouvement passif de translation latérale de l'articulation pendant que le patient bougeait activement son doigt. Les résultats ont été immédiats : le patient a pu retrouver des mouvements indolores.
Cette technique s'est développée en kinésithérapie dans les pays anglo-saxons (Nouvelle-Zélande, Australie, Angleterre). 
Depuis environ une quinzaine d'années, ce concept se voit de plus en plus pratiqué en Allemagne et plus généralement en Europe. Cependant, le concept Mulligan n'est pas enseigné lors de la formation initiale de masso-kinésithérapie en France et doit donc faire l'objet d'une formation complémentaire.
En 1989, Brian Mulligan a publié la première édition de son livre concernant cette nouvelle méthode. Ce livre sera réédité de nombreuses fois. 

## Principes

### Principes généraux
- Se laisser guider par les plaintes du patient, en effet les mouvements actifs qui lui sont demandés lui permettent de s'adapter à sa douleur. Il pourra alors progresser de façon plus efficace[1].
- Réaliser un glissement parallèle aux surfaces articulaires pour éviter leur compression
- Permet une correction des défauts de position et/ou d'effets neurophysiologiques (restaurer l'alignement normal)
- La relation patient/praticien et la communication sont importantes
- Effets immédiats
- Techniques indolores
- Réaliser 3 à 5 séries de 6 à 10 répétitions
- Il faut tenir compte de l'effet placebo dans les résultats (attentes et croyances du patient, croyances du thérapeute, envie de plaire au thérapeute)

### Principes fondamentaux[2]
- PILL:
  - Pain free: sans douleur
  - Instant: instantané
  - Long-Lasting: durable
- CROCKS:
  - Contraindications: contre-indications
  - Repetition: Répétition
  - Overpressure: Surpression
  - Co-operation: coopération
  - Knowledge: connaissance
  - Sustain and sense: maintenir et sentir

## Techniques

### Mobilisation with Movement (MWM)[3]
La mobilisation avec mouvement est une technique combinant une mobilisation passive d'une articulation et un mouvement actif du patient (contraction musculaire). Elle concerne les articulations périphériques (des membres supérieurs et inférieurs), et peut être répétée plusieurs fois.
Indications:
- Mobilité réduite ou douloureuse
- Contraction musculaire douloureuse

### Sustained Natural Apophyseal Glide (SNAG)[3]
Le glissement apophysaire naturel soutenu est une technique destinée à toutes les articulations de la colonne vertébrale. Le thérapeute effectue un glissement articulaire accessoire et demande au patient de réaliser le mouvement qui lui est douloureux. Cette technique demande donc une participation active du patient. 
Si la manœuvre est efficace, elle doit permettre de récupérer une bonne amplitude articulaire de façon immédiate et ceci sans douleur. 
Le point d'application est variable, il peut concerner plusieurs zones de la vertèbre (apophyses épineuses, articulaires, transverses). 
Indications:
- Cervicalgie
- Lombalgie

### Natural Apophyseal Glide (NAG)[3]
Le glissement apophysaire naturel est une technique destinée au rachis cervical et au rachis dorsal haut. Il s'agit de pures techniques de mobilisations articulaires, sans participation du patient (traitement uniquement passif). Cela consiste à effectuer un glissement de la vertèbre sus-jacente par rapport à la vertèbre sous-jacente selon l'orientation des surfaces articulaires. 
Réalisation de la technique: 
- Le patient est assis, la tête plus ou moins fléchie et en appui contre le thorax du praticien.
- Le praticien place un doigt en crochet sous l'épineuse de la vertèbre sus-jacente. Il réalise un mouvement de poussée à l'aide de l'éminence thénar de son autre main.
- Ce mouvement est répété plusieurs fois

En cas d'échec de cette méthode, il est possible de mobiliser la vertèbre sous-jacente par rapport à la vertèbre sus-jacente.

### Spinal Mobilisations With Limb Movements (SMWLM)[4]
Il s'agit de mobilisations de la colonne vertébrale associées à des mouvements des membres supérieurs ou inférieurs. Cette technique est un cas particulier, utilisée lors de dysfonction articulaire vertébrale ou d'atteinte neurale. 
Réalisation de la technique: 
Le praticien effectue un glissement pour entrainer la vertèbre concernée en rotation, combiné à un mouvement actif du membre concerné.

### Techniques complémentaires

#### Taping
Le taping est une méthode de contention souple permettant de maintenir les corrections acquises lors des précédentes mobilisations. Elle est utilisée en complément de la méthode Mulligan, et permet de soulager des gènes fonctionnelles ou des douleurs des structures musculo-tendineuses par exemple.Cette technique ne bloque pas les mouvements.

#### Exercices d'auto-entretien
Pour compléter la rééducation, le praticien pourra demander au patient de réaliser des exercices d'auto-rééducation à domicile, à l'aide de sangles de fixation ou de linges.

## Pathologies concernées
Ce traitement concerne l'ensemble des troubles neuro-musculo-squelettiques retrouvés au niveau des principales articulations du corps humain, dont voici quelques exemples ayant fait l'objet d'études cliniques.
- Conflit d'épaule unilatéral
  - Traitement: mouvement accessoire de recul de la tête humérale associé à une flexion active de l'épaule
  - Résultat: le patient gagne en amplitude maximale de flexion, de rotation latérale avec une diminution de la douleur en flexion[5].
- Epicondylite: inflammation des tendons du coude 
  - Traitement: glissement articulaire latéral ou antérieur (selon la douleur) associé à un mouvement d'extension du coude tout en gardant le poing fermé et l'avant-bras en pronation
  - Résultats bénéfiques sur le long terme[1]
- Vertiges cervicogènes: cervicalgie accompagnée de vertiges 
  - Traitement: utilisation de la technique SNAG
  - Résultats : réduction des vertiges et de leur fréquence, diminution des douleurs cervicales, amélioration de la mobilité [1]
- Lombalgie commune: trouble musculo-squelettique très fréquent 
  - Le concept Mulligan est surtout efficace pour les lombalgies aiguës
  - Traitement: utilisation de la technique SNAG
  - Résultats : gain en amplitude et en vitesse de mouvement, diminution de la douleur. Cependant l'efficacité de la technique dépend de la durée de la lombalgie[6].

## Contre-indication
Le praticien arrêtera la méthode si l'effet PILL n'est pas ressenti, c'est-à-dire en cas de persévérance de la douleur pendant la manipulation.

## Formation
Afin de pouvoir se former au concept Mulligan, il faut tout d'abord avoir une formation achevée en masso-kinésithérapie ou avoir réalisé des études en médecine humaine. 
Le programme de formation se déroule sur six jours et est divisé en deux modules de trois jours chacun. À la fin de cette formation, l'étudiant peut demander à passer un test dans le but d'obtenir le titre de Certified Practitioner Mulligan. La liste des praticiens diplômés du CMP est publiée sur le site consacré au concept Mulligan . Cela permet aux médecins de trouver des thérapeutes appropriés pour leurs patients.